# Нестерка 7. Как Нестерка небылицы рассказывал
«Нестерка 7. Как Нестерка небылицы рассказывал» (бел. Як Несцерка небыліцы расказваў) — белорусский короткометражный мультфильм, выпущенный в 2011 году киностудией Беларусьфильм.

## Сюжет
В очередной седьмой серии Нестерка рассказывает небылицы своей возлюбленной Ганне и её отцу до тех пор, пока тот не скажет — «Не может этого быть!», после чего Ганна должна стать его невестой. Но зачем Нестерке такая жена, которая брехне всякой верит, да батьку своего не уважает! Нестерка с котом и собакой уходят прочь с панского двора.

## Съёмочная группа
| Режиссёр-постановщик | Игорь Волчек                                                                                  |
| Автор сценария       | Дмитрий Якутович                                                                              |
| Художник-постановщик | Ирина Тарасова                                                                                |
| Художник-аниматор    | Валерий Козлов, А. Сидоров, Игорь Волчек, Ирина Тарасова, А. Миронович, О. Рыбина, К. Горовая |
| Звукорежиссёр        | Сергей Чупров                                                                                 |
| Синхронные шумы      | Ш. Исмаилов                                                                                   |
| Композитор           | Леонид Захлевный                                                                              |
| Роли озвучивали      | Александр Кашперов, Геннадий Овсянников, Виктор Манаев, Александр Ткачёнок, А. Волчек         |
| Директор картины     | Елена Карзюк                                                                                  |